# Marouane Fellaini
Marouane Fellaini, född 22 november 1987 i Etterbeek, Belgien, är en belgisk före detta fotbollsspelare som senast spelade för Shandong Luneng. Fellainis föräldrar är uppväxta i Marocko. Hans far, Abdellatif, var målvakt för Raja Casablanca och Hassania Agadir.

## Spelarkarriär

### Klubblagskarriär
Fellaini inledde sin fotbollskarriär i RCS Anderlechts ungdomslag 1994. Under sin första säsong i Anderlecht Akademi gjorde han 26 mål och under den andra säsongen gjorde han 37 mål. Han var kvar i klubbens akademi tills han blev 10 år då han började i laget Mons. Tre år senare började han spela i klubben R. Francs Borains. När han sedan lämnade klubben skrev han på ett kontrakt med klubben Sporting Charleroi. När han var ungefär 17 år gammal skrev han sitt första proffskontrakt med Standard Liège. Mellan 2006 och 2008 spelade Fallaini 86 ligamatcher för klubben.
I september 2008 skrev Fellaini ett femårskontrakt med Everton. Everton betalade 15 miljoner pund för Fellaini och det gjorde honom till den dyraste belgiska fotbollsspelaren och den dyraste i Evertons historia. Han debuterade för Everton i matchen mot Stoke City FC den 14 september 2008, och gjorde sitt första mål i hemmamatchen mot Newcastle den 5 oktober.

### Manchester United
Den 2 september 2013, under transferfönstrets sista dag, skrev Fellaini på kontrakt med Manchester United. Han återförenades därmed med sin förre tränare David Moyes. Han fick tröjnummer 31.

### Landslagskarriär
Fellaini hade möjligheten att välja mellan att representera Belgien eller Marocko på landslagsnivå eftersom han har dubbla pass men valde Belgien. Han debuterade i landslaget 2007 och gjorde sitt första mål den 24 mars samma år. Han representerade sitt land i OS 2008 då Belgien kom på fjärde plats efter att ha förlorat matchen om tredje pris mot Brasilien.